# 摇床

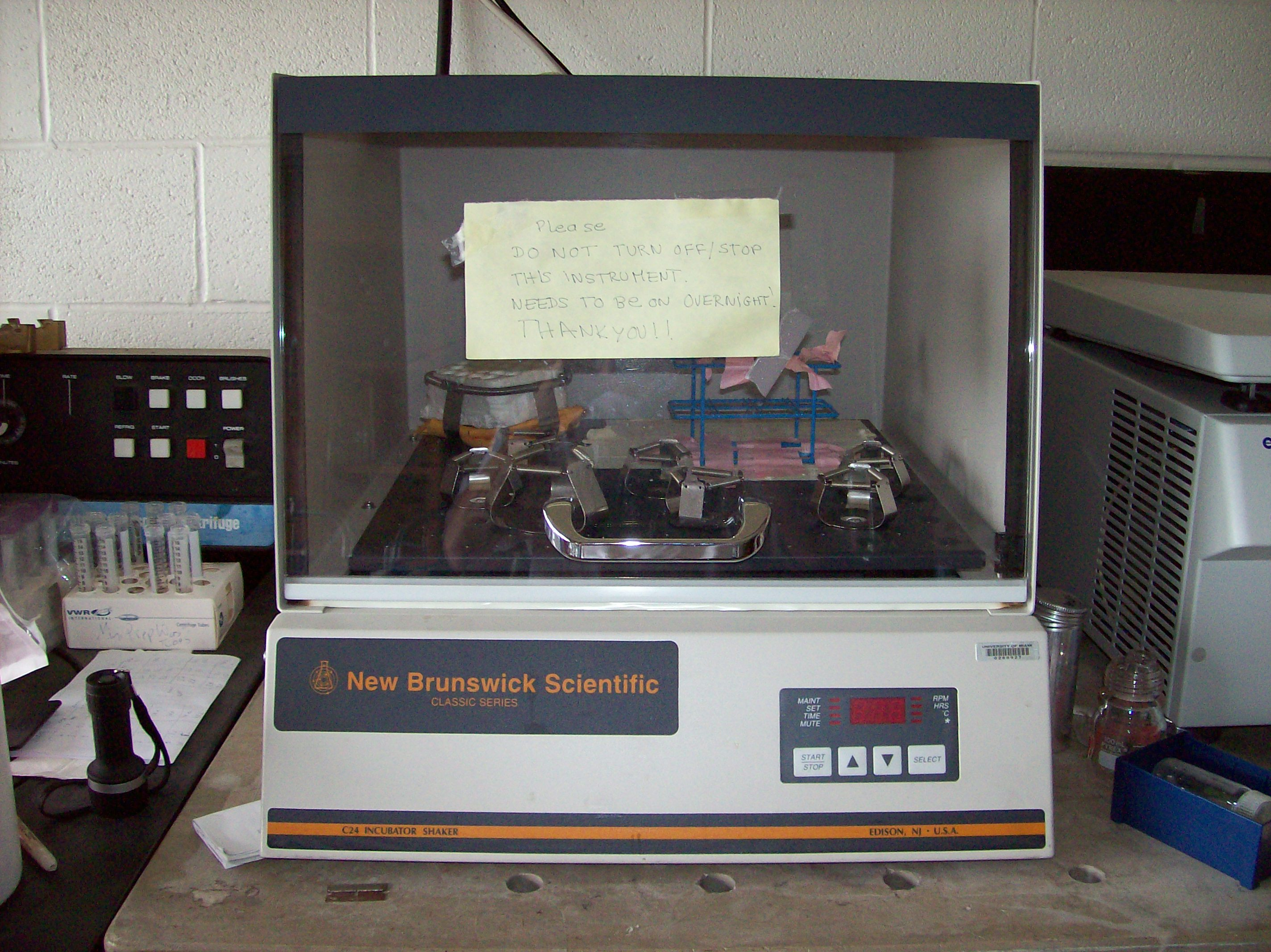
這是一台用於生物實驗的恆溫式搖床。

搖床（英語：shaker），是一種在化學和生物實驗室中常用的用於攪拌溶液的實驗室設備，該裝置透過搖晃作用來混合、攪拌試管或燒瓶中的物質。 一個典型的搖床有一個可以由電動機驅動的能水平震動的面板。待攪拌的液體裝在燒杯、廣口瓶或錐形瓶中，然後將容器放置在面板上。有些情況中，溶液可以裝在離心管中，然後放在托架上，再使用搖床進行攪拌。目前，搖床已經被磁力攪拌器廣泛取代，但在某些情況中，搖床仍具有使用價值，例如處理大體積溶液或要同時攪拌多個溶液時。

## 種類

### 渦旋搖床
渦旋搖床又稱作渦旋振盪器，該裝置由傑克·克拉夫特（Jack A. Kraft）和哈羅德·克拉夫特（Harold D. Kraft）於1962年發明，是一種通常用於搖晃或混合裝在小瓶內液體物質的小型裝置。該裝置最突出的特點是使用者將小瓶放置在搖動平台上開啟即可工作，因此讓小瓶與平台一起搖晃。渦旋搖床在速度調節方面的變化性很大，使用者可以在晃動物質時同時轉動開關來不斷地改變振動速度。

### 平台搖床
平台搖床又可稱作平台振盪器，該裝置設有一個水平擺動的平台板。使用者先將要攪拌的液體放在燒杯、廣口瓶或錐形瓶中，再將這些容器放置在裝置平台上來混和攪拌。有時也可在平台板上套用嵌套板或托架，讓裝有液體的試管或小瓶可放置其上進行攪拌。平台搖床也可以與其他系統結合使用，例如小型的旋轉式混合器，也可以設計製作成可加裝實驗室中的開源科學設備。

### 迴轉式搖床
迴轉式搖床又可稱作迴轉式振盪器，其具有低速（25-500 rpm）的圓形振動運動，可適用於培養微生物、洗滌汙漬或一般液體混合用等。該裝置有一些特點，其中一點是不會產生振動，另外與其他種類的搖床相比，迴轉式搖床所產生的熱量較低，這使其成為用於培養微生物實驗的理想選擇。此外，由於迴轉式搖床擁有低溫和振動這2種特性，可以將迴轉式搖床放置在培養箱中，使其功能達到類似於培養用搖床。

### 培養用搖床
培養用搖床又稱作搖床培養箱或震盪培養箱，該設備是將培養箱和搖床兩種裝置組合而成。培養用搖床具有搖晃的能力，同時能維持用於培養微生物或複製DNA的最佳條件。該設備在生物實驗中非常有用，因為為了使細胞能生長，需要利用搖晃將氧氣及營養物質均勻地散布在培養物周圍。
在實驗室中使用培養用搖床或恆溫式搖床來培養酵母或細菌時需注意，在通常遇到的情況下，如大腸桿菌每半小時分裂一次或釀酒酵母每小時分裂一次，但利用搖動將氧氣從氣相擴散到液相的速度太慢而無法提供足量的培養菌種的氧氣消耗量。如果研究人員使用搖床時利用極譜分析法來測量搖瓶中的氧氣，在生長指數中期時瓶中的溶氧濃度將變成零。

## 圖片集

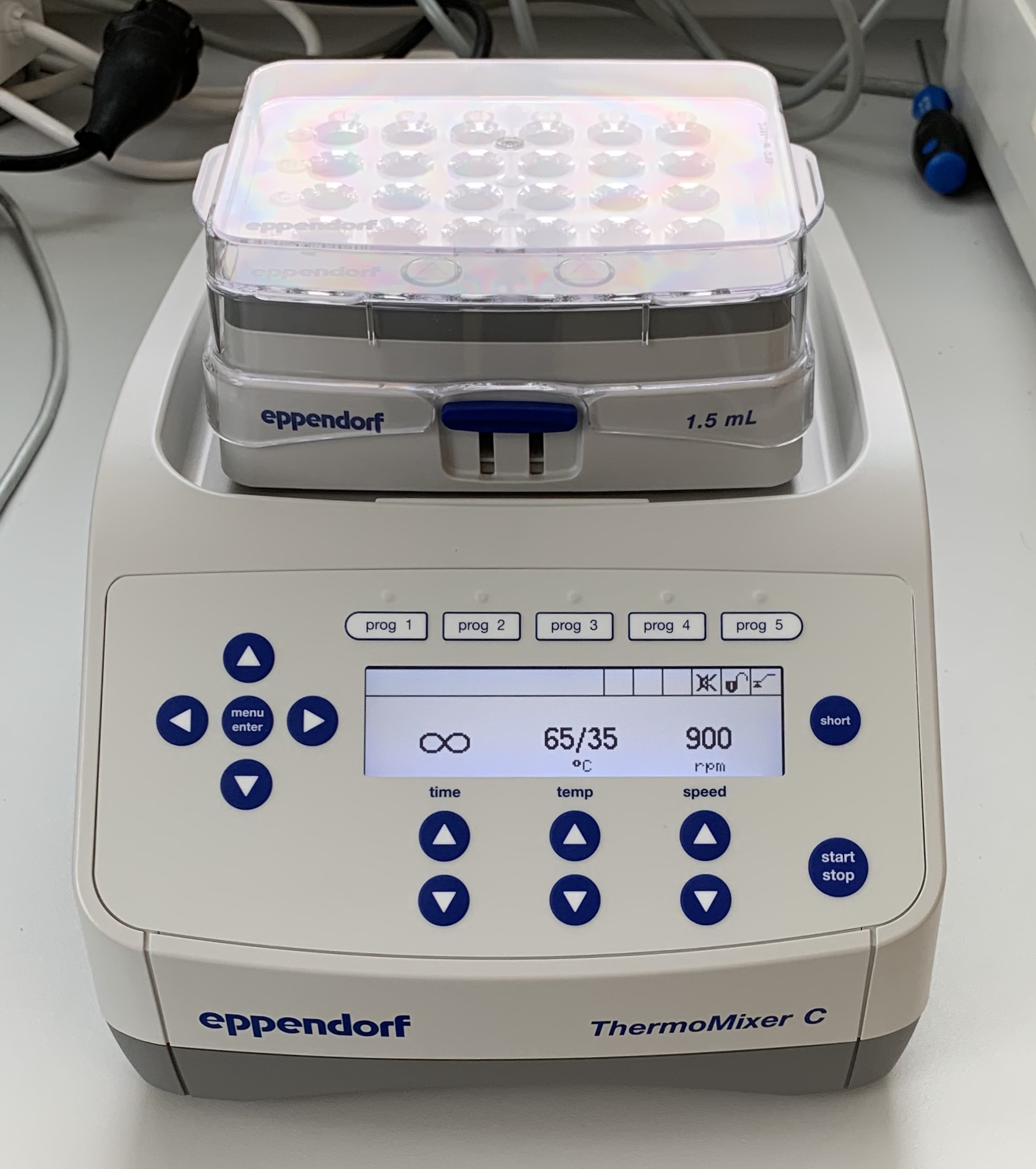
用於試管的恆溫式搖床。
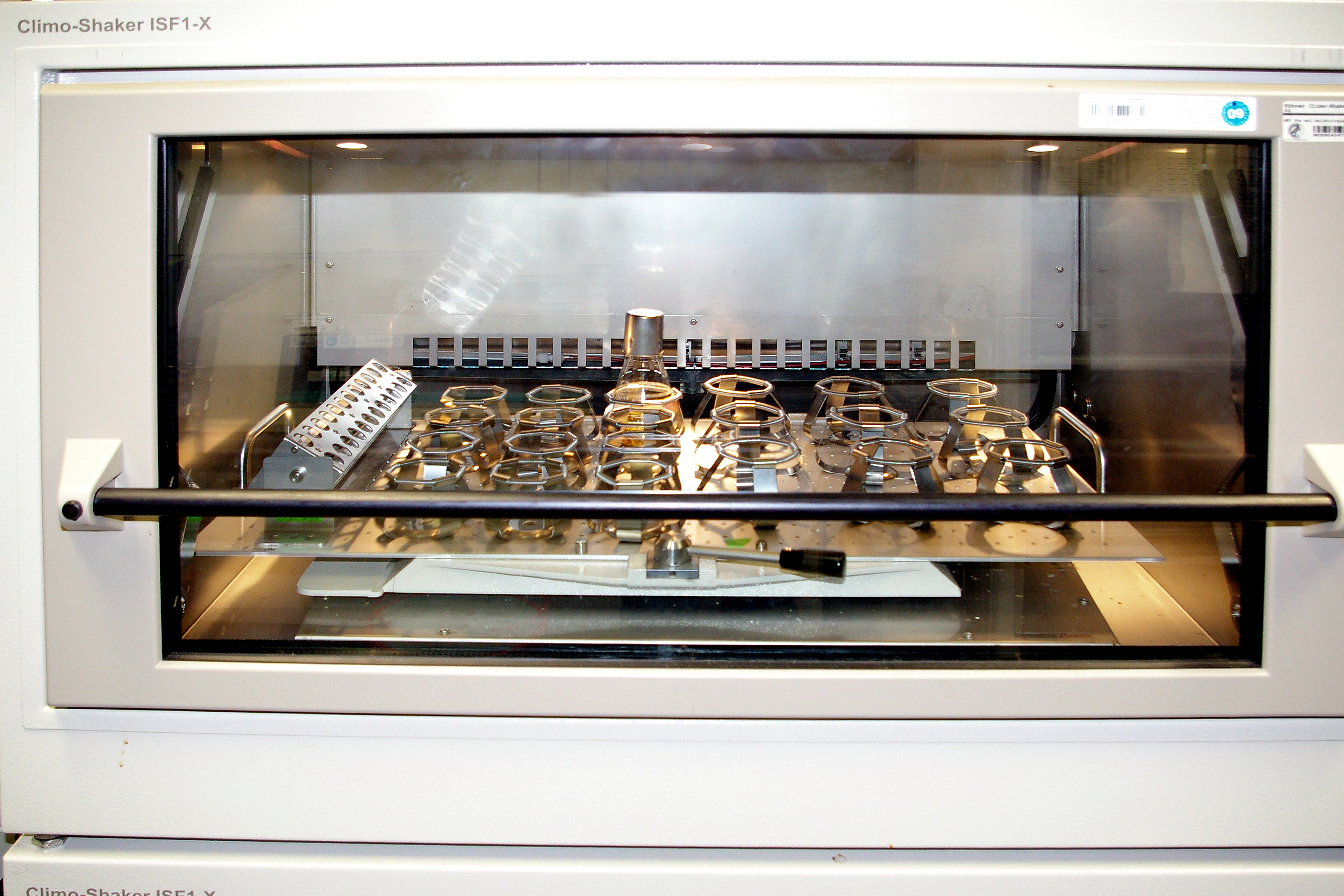
用於培養角瓶的震盪培養箱。
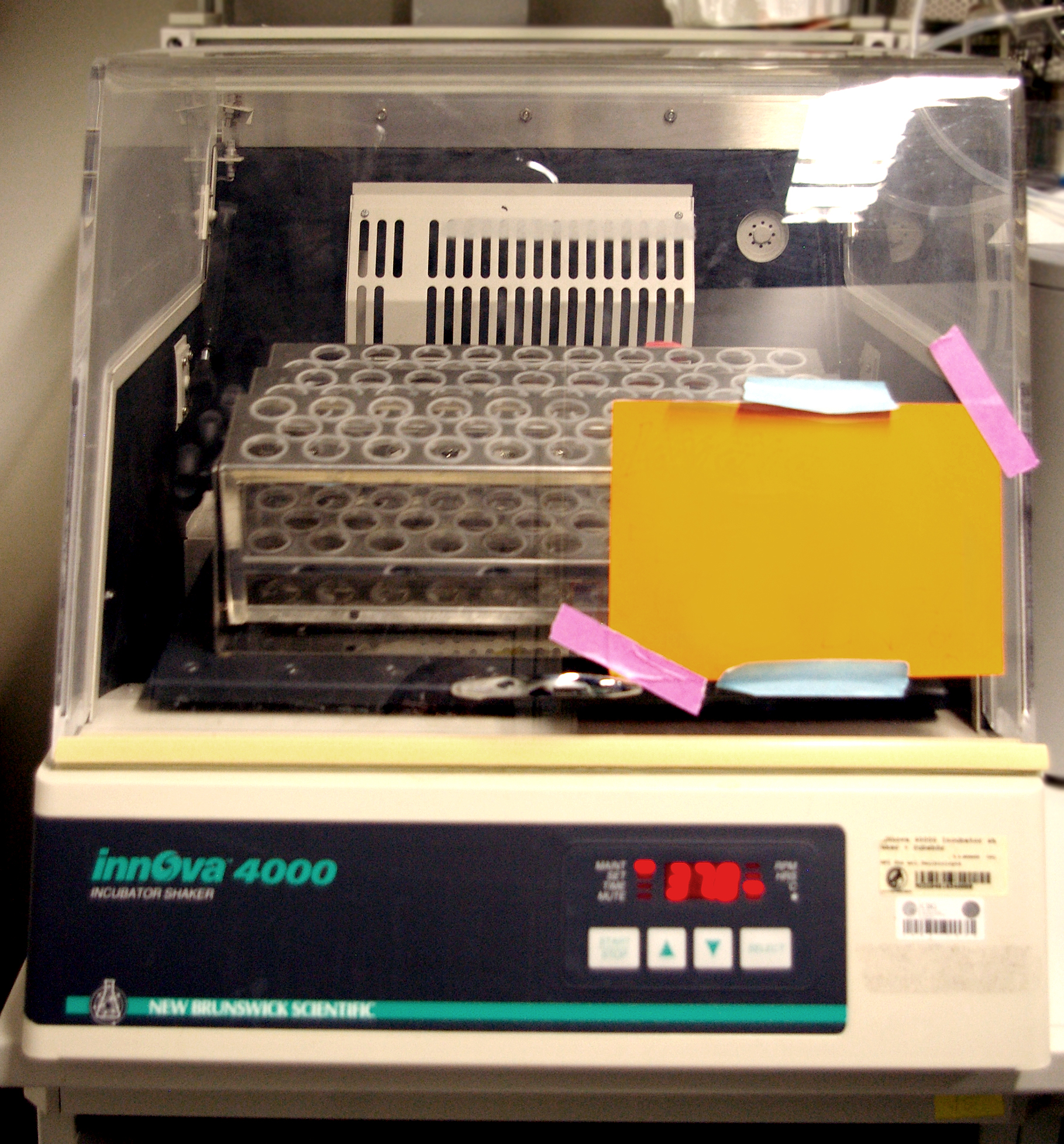
用於培養管的震盪培養箱。
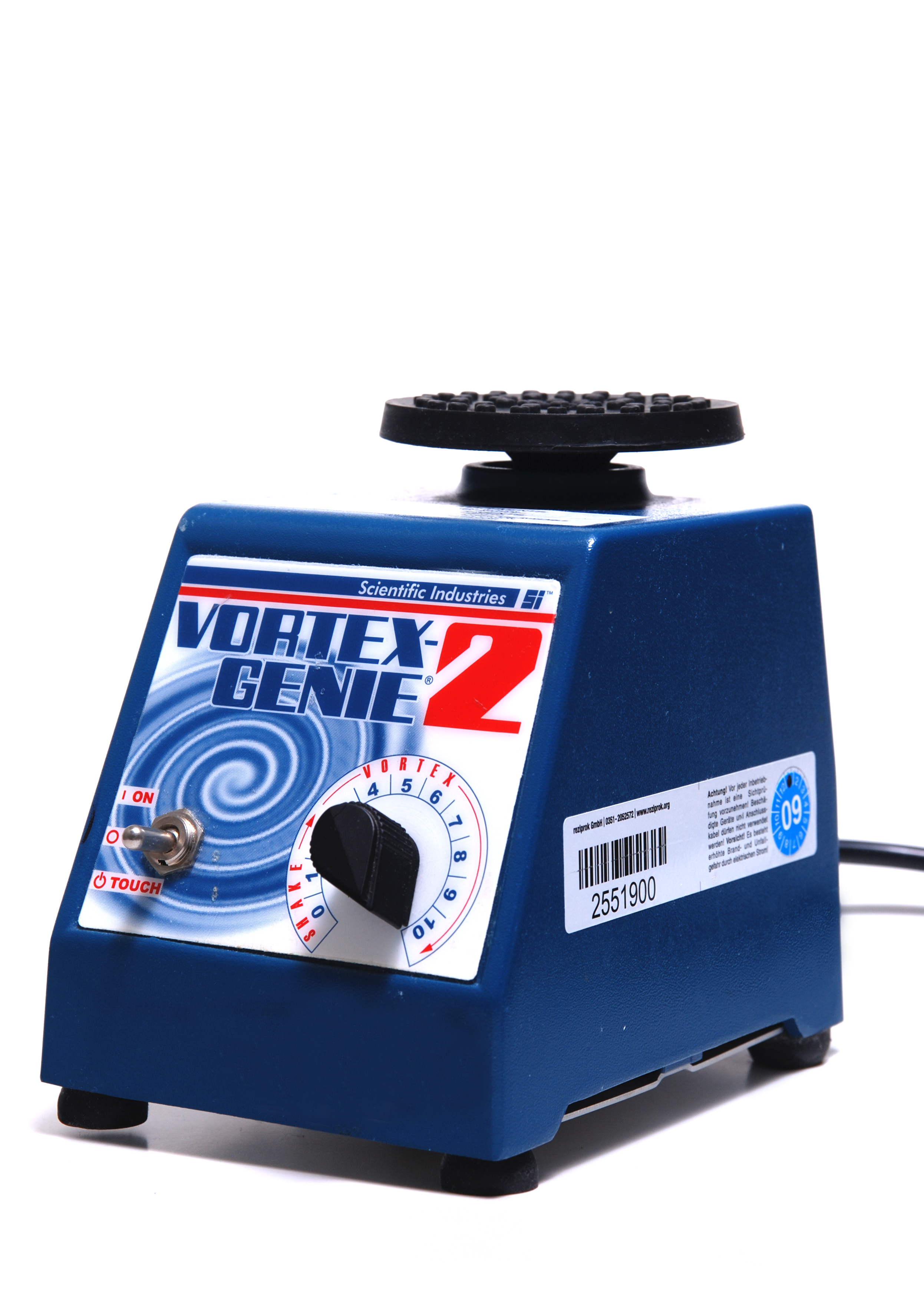
渦旋搖床。